# Tindaria kennerlyi
Tindaria kennerlyi — вид двостулкових молюсків родини Tindariidae. Це морський демерсальний вид, що мешкає на сході Тихого океану біля берегів США. Мушля сягає завдовжки до 5 мм.